# Malcesine sur le lac de Garde
Malcesine sur le lac de Garde est un tableau réalisé par le peintre autrichien Gustav Klimt en 1913. Cette huile sur toile au format carré est un paysage qui représente la localité italienne de Malcesine, en Vénétie, vue depuis le lac de Garde, la composition étant barrée par les bâtiments aux couleurs douces que domine le château Scaliger. L'œuvre a été détruite lors d'un incendie au château d'Immendorf, en Basse-Autriche, en 1945.